# روفس جونز
روفِـس جونز (انگلیسی: Rufus Jones؛ زادهٔ ۱۹۷۵/۱۹۷۶) بازیگر و نویسنده اهل بریتانیا است. وی از سال ۲۰۰۲ میلادی تاکنون مشغول فعالیت بوده‌است.
از فیلم‌ها یا مجموعه‌های تلویزیونی که وی در آن‌ها نقش داشته‌است، می‌توان به بیگانه، افرادی که در عروسی از آن‌ها متنفریم و افسانه‌های واهی اشاره نمود.